# Ажур
Ажурът (на френски: à jour – „на светлина“) е техника при резбарското, златарското, плетаческото, бродерийното и др. изкуства, при която между декоративните елементи се оставят отвори (дупки). Така фонът се премахва, фигурите се очертават по-ярко, създават се ефекти на свободно проникващата светлина, подсилващи триизмерността. Ажурна е всяка прорязана от край до край декоративна форма. Ажурен е синоним на прозрачен, мрежест, прозирен, клетчат; изработен на дупчици.
В дебърската резбарска школа (Храм Свети Спас в Скопие) обемът на изработката достига до три „етажа“ в дълбочина.